# Cerro Hudson
Cerro Hudson (také španělsky Volcán Hudson, 1905 m n. m.) je stratovulkán nacházející se v jižní části jihoamerických chilských And. Vulkán byl až do roku 1971 prakticky neznámý, i když koncem 19. století byly zaznamenána menší erupce.
Pojmenován je po chilském hydrografovi Francisco Hudsonovi (1826–1859).

## Erupce
V geologickém vývoji sopky se odehrálo několik velkých explozívních erupcí – první přibližně před 6700 lety. Objem vyvržené tefry byl více než 2×1010 m3, erupce byla jednou z největších holocenních erupcí v Jižní Americe, další následovala přibližně před 3600 lety. Menší doložené erupce se odehrály v letech 1891 a 1971.
Poslední erupce v roce 1991 byla v Chile jednou z největších ve 20. století. Sopka vyvrhla více než 7,6 km³ tefry. Početné lahary, sbíhající po svazích sopky a živené tajícím ledovcem, naštěstí neměly za následek žádné oběti na životech, důvodem bylo řídké osídlení v oblasti a také včasná evakuace.
Sopečný popel pokryl velké oblasti v Chile a Argentině, spad byl zaznamenán až na Falklandách. Chilská města Chile Chico a Puerto Ingeniero Ibáñez byla pokryta velkou vrstvou tohoto popela.
V témže roce eruptovala i filipínská sopka Pinatubo. Kvůli téměř simultánní erupci Pinatubo proběhla erupce Cerro Hudson do značné míry bez povšimnutí, ačkoliv emise oxidu siřičitého a aerosolů byla vyšší. Zvýšený obsah oxidu siřičitého a částic popela z těchto erupcí v atmosféře vedl k ochlazení klimatu v následující letech.
26. října 2011 vyhlásila chilská „Národní geologická a báňská služba“ (Servicio Nacional de Geología y Minería) „červený poplach“ a v obavách před bezprostředním rizikem erupce (v řádu hodin nebo dní) v oblasti následovala masivní evakuace. K té došlo 31. října ale její rozsah byl minimální a nedošlo k žádným škodám.

### Externí odkazy

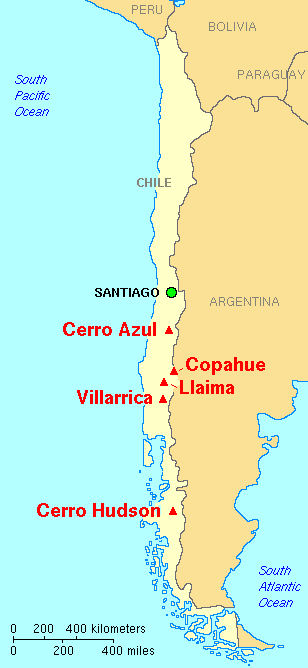
Mapa vulkánů v Chile